# Zhurong Feng
Zhurong Feng är ett berg i Kina. Det ligger i provinsen Hunan, i den södra delen av landet, omkring 100 kilometer söder om provinshuvudstaden Changsha. Toppen på Zhurong Feng är 1 300 meter över havet.
Zhurong Feng är den högsta punkten i trakten. Runt Zhurong Feng är det tätbefolkat, med 331 invånare per kvadratkilometer. I omgivningarna runt Zhurong Feng växer i huvudsak blandskog.
Genomsnittlig årsnederbörd är 1 770 millimeter. Den regnigaste månaden är maj, med i genomsnitt 314 mm nederbörd, och den torraste är oktober, med 35 mm nederbörd.